# Otto Umbehr
Otto Umbehr, nato Otto Maximilian Umbehr, conosciuto sotto lo pseudonimo di Umbo (Düsseldorf, 18 gennaio 1902 – Hannover, 13 maggio 1980), è stato un fotografo e fotoreporter tedesco.

## Biografia
Secondo di sei figli dell'architetto industriale Karl Friedrich Umbehr, mentre la madre Frieda, insegnante, morì nel 1910 quando lui aveva otto anni. Il padre ebbe altri figli con la seconda moglie. Nel 1921 studiò al Bauhaus a Weimar dove frequentò le lezioni di Johannes Itten. In quell'ambiente conobbe Oskar Schlemmer, Paul Citroen, Wassily Kandinsky, Eva Besnyö e László Moholy-Nagy.
A causa della sua indisciplina e dei litigi con Walter Gropius fu espulso dal Bauhaus e per tre anni condusse una vita randagia tra gli artisti bohémien di Berlino, con lavoretti saltuari ma al di sotto della stessa sopravvivenza. Fu grazie al vecchio amico dei tempi del Bauhaus, Paul Citroen, che lo aiutò e gli regalò la sua prima macchina fotografica nel 1926.
Le fotografie innovative di Umbo dei ritratti e degli ambienti bohémien della Berlino della fine degli anni Venti o delle scene urbane lo fecero rapidamente emergere come fotografo d'avanguardia. Nel 1928 Otto Umbehr, infatti, diventò uno dei principali fotografi della Deutscher Fotodienst (Dephot), forse la più importante agenzia fotografica dell'era di Weimar, dove la sua reputazione si affermò anche come “pioniere del moderno reportage fotografico”. Agenzia di cui facevano parte anche Robert Capa e Felix H. Man.
Sono anni in cui lavorò freneticamente ed in particolare si dedicò al ritratto di amici, artisti, bohemien berlinesi, tra cui la celebre e giovane attrice Ruth Landshoff. 
Nel 1927 realizzò alcuni dei fotomontaggi presenti nel film di Walter Ruttmann, realizzato nella capitale tedesca, Berlino - Sinfonia di una grande città (Berlin: Die Sinfonie der Großstadt). 
L'agenzia Dephot fu chiusa dai nazisti nel 1933. Durante il regime nazista, Umbo lavorò come reporter per la rivista di regime Signal, distribuita anche nei paesi fascisti e loro alleati. Quindi diventò autista. Nel 1943, l'intero archivio di Umbo, composto da 50.000-60.000 negativi e fotografie, venne quasi completamente distrutto in un raid aereo su Berlino: la maggior parte del lavoro della sua vita fu quindi irrimediabilmente perduto.
Nell'immediato dopoguerra si trasferì ad Hannover con la moglie Imgard Wanders e la figlia Phyllis ma al colmo della sfortuna nei lavori di ristrutturazione dell'abitazione perse un occhio. Continuò a fotografare la distruzione, le rovine, il ritorno dei soldati per varie testate ma senza il successo di un tempo. A metà degli anni '50 lavorò come fattorino d'ufficio, magazziniere, e custode presso la Kestnergesellschaft di Hannover.
La riscoperta delle opere di Umbo avvenne solo alla fine degli anni '70 con la vendita di immagini, mostre e pubblicazioni e poté contare su una relativa sicurezza economica.

## Stile
Il suo lavoro, soprattutto quello degli anni Venti e Trenta del Novecento, è stato quello di usare dei forti contrasti di ombra e di luce, così come quello di utilizzare prospettive e ritagli insoliti per l’epoca. L'espressività che ha caratterizzato le immagini di Umbo rientra appieno nella poetica del movimento Neues Sehen e della corrente artistica Nuova Oggettività. 
Questi aspetti dello stile di Umbo possono essere visti in foto quali Mystery of the Street del 1928, dove egli capovolge la veduta di una strada di Berlino, ponendo l'attenzione sulle ombre allungate di uno spazzino e di una madre con il suo bambino, mentre in un'altra serie di immagini ancora dello stesso anno, Umbo racconta il processo di vestizione del clown Grock attraverso dieci fotografie. 
Il tema principale dei suoi lavori in quel periodo fu essenzialmente la città che lentamente si stava trasformando in metropoli e di cui egli ne fece una sorta di ritratto come di chi vaga oziando, ma con grande originalità, tra le vie berlinesi in movimento verso il futuro.